# Garden City (Idaho)
Garden City ist eine Stadt im Ada County, Idaho. Sie hatte bei der Volkszählung 2020 des US Census Bureau 12.316 Einwohner. Sie befindet sich im Treasure Valley und bildet einen Vorort der Stadt Boise, von der sie nahezu umschlossen wird.

## Demografie
Nach einer Schätzung von 2019 leben in Garden City 11.969 Menschen. Die Bevölkerung teilt sich im selben Jahr auf in 93,3 % Weiße, 1,2 % Afroamerikaner, 0,1 % amerikanische Ureinwohner, 0,6 % Asiaten und 3,1 % mit zwei oder mehr Ethnizitäten. Hispanics oder Latinos aller Ethnien machten 8,4 % der Bevölkerung aus. Das mittlere Haushaltseinkommen lag bei 49.318 US-Dollar und die Armutsquote bei 13,8 %.
| Jahr | Einwohner¹ |
| ---- | ---------- |
| 1950 | 764        |
| 1960 | 1.681      |
| 1970 | 2.368      |
| 1980 | 4.571      |
| 1990 | 6.369      |
| 2000 | 10.624     |
| 2010 | 10.972     |
| 2020 | 12.316     |

¹ 1950–2020: Volkszählungsergebnisse